# Emmanuel Gyamfi
Emmanuel Gyamfi (Kumasi, 1º dicembre 1996) è un calciatore ghanese, attaccante del Legon Cities.

## Carriera

### Club
Tra il 2014 ed il 2015 ha giocato nella prima divisione armena; ha invece trascorso tutto il resto della carriera nella prima divisione ghanese.
In carriera ha giocato 17 partite nelle coppe africane, di cui 13 per la CAF Confederation Cup e 4 per la CAF Champions League.

### Nazionale
Tra il 2017 ed il 2019 ha giocato complessivamente 3 partite in nazionale.